# Tärningspoker

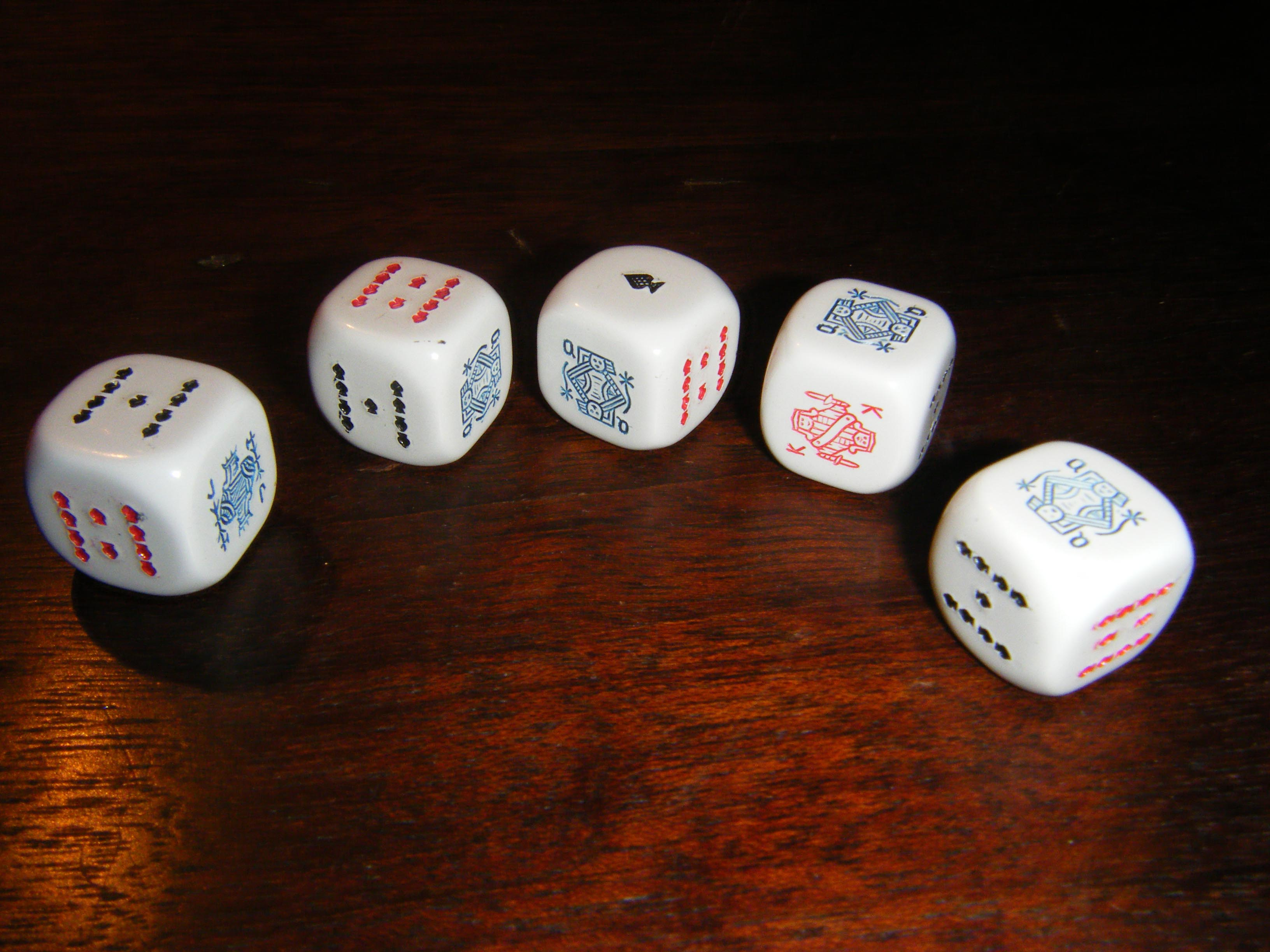
En uppsättning pokertärningar.

Tärningspoker är ett tärningsspel som går ut på att med fem tärningar bilda kombinationer, vilka är lånade från kortspelet poker. Vanligtvis används speciella pokertärningar, vars sidor är märkta med spelkortssymbolerna ess, kung, dam, knekt, tia och nia, men spelet fungerar också med fem vanliga tärningar.
De olika kombinationerna, ibland kallade pokerhänder, är rangordnade uppifrån och ned på följande sätt:
(1) Femtal: alla fem tärningarna visar lika

(2) Fyrtal: fyra av tärningarna visar lika

(3) Kåk, även kallat full hand: tärningarna utgörs av ett tretal och ett par

(4) Stege, även kallat straight: alla fem tärningarna bildar en följd

(5) Triss, även kallat tretal: tre av tärningarna visar lika

(6) Två par: en symbol på två tärningar, en annan på två andra

(7) Ett par: två tärningar visar lika
Lika kombinationer rangordnas inbördes efter valören: exempelvis är ett fyrtal med kungar högre än ett fyrtal med knektar. Om två kåkar ska jämföras avgör i första hand trissens valörer.
I varje omgång gör spelarna i tur och ordning ett kast med alla fem tärningarna och har också möjlighet att göra ett omkast med valfritt antal tärningar. Den spelare som har den högsta kombinationen vinner omgången, och den som först vunnit överenskommet antal omgångar blir spelets slutliga segrare.

## Varianter
En alternativ regel är att tillåta två omkast i stället för bara ett. Det förekommer att en stege värderas högre än en kåk eller till och med högre än fyrtal. Det förekommer också att en stege inte räknas som en godkänd kombination.

## Sannolikheter
Nedanstående tabell visar sannolikheterna för de olika kombinationerna.
| Kombination          | Exakt sannolikhet | Procentsats | 1 på. . . |
| -------------------- | ----------------- | ----------- | --------- |
| Femtal               | 6 / 7776          | 0,08 %      | 1296      |
| Fyrtal               | 150 / 7776        | 1,93 %      | 51,8      |
| Kåk (full hand)      | 300 / 7776        | 3,86 %      | 25,9      |
| Stege (straight)     | 240 / 7776        | 3,09 %      | 32.4      |
| Triss (tretal)       | 1200 / 7776       | 15,43 %     | 6.5       |
| Två par              | 1800 / 7776       | 23,15 %     | 4.3       |
| Ett par              | 3600 / 7776       | 46,30 %     | 2.2       |
| Inget av ovanstående | 480 / 7776        | 6,17 %      | 16.2      |